# Chersotis transiens
Chersotis transiens là một loài bướm đêm trong họ Noctuidae.